# 3-Transpositionsgruppe
Im mathematischen Teilgebiet der Gruppentheorie sind 3-Transpositionsgruppen Gruppen mit einer speziellen Eigenschaft. Es handelt sich um Gruppen, die von einer unter Konjugation abgeschlossenen Menge von Involutionen (d. h. Elementen der Ordnung 2) erzeugt werden, so dass das Produkt von je zwei Elementen dieser Menge höchstens die Ordnung 3 hat.
Eine Gruppe {\displaystyle G} heißt demnach 3-Transpositionsgruppe, wenn es eine Teilmenge {\displaystyle D\subset G} gibt, so dass {\displaystyle u^{2}=1\neq u} für alle {\displaystyle u\in D}, {\displaystyle \mathrm {ord} (uv)\leq 3} für alle {\displaystyle u,v\in D}, {\displaystyle xDx^{-1}=D} für alle {\displaystyle x\in G} und jedes Element aus {\displaystyle G} endliches Produkt von Elementen aus {\displaystyle D} ist.
Die 3-Transpositionsgruppen wurden als erstes von Bernd Fischer studiert, der damit dann die drei sporadischen Fischer-Gruppen entdeckte. Somit gelang ihm ein Beitrag zur Klassifikation der 26 sporadischen Gruppen, also solchen endlichen einfachen Gruppen, die nicht in den 18 unendlichen Familien (zyklische Gruppen, alternierende Gruppen oder Gruppen vom Lie-Typ) vorkommen.

## Satz von Fischer
In seinem 1971 in den Inventiones erschienenen Artikel „Finite groups generated by 3-transpositions. I“ zeigte Fischer folgendes Theorem:
Sei {\displaystyle G} eine Gruppe, die von einer unter Konjugation abgeschlossenen Menge {\displaystyle D} von 3-Transpositionen erzeugt wird, so dass die größten normalen 2- und 3-Untergruppen {\displaystyle O_{2}(G)} und {\displaystyle O_{3}(G)} beide im Zentrum {\displaystyle Z(G)} von {\displaystyle G} enthalten sind. Dann ist {\displaystyle G/Z(G)} bis auf Isomorphie eine der folgenden Gruppen und {\displaystyle D} das Bild der gegebenen Konjugationsklasse:
- {\displaystyle G/Z(G)} ist die triviale Gruppe.
- {\displaystyle G/Z(G)} ist eine symmetrische Gruppe {\displaystyle S_{n}} mit {\displaystyle n\geq 5}, und {\displaystyle D} ist die Klasse der Transpositionen. (Falls {\displaystyle n=6} ist, gibt es eine zweite Klasse von 3-Transpositionen).
- {\displaystyle G/Z(G)} ist eine symplektische Gruppe Gruppe {\displaystyle Sp_{2n}(2)} mit {\displaystyle n\geq 3} über dem Körper mit zwei Elementen, und {\displaystyle D} ist die Klasse der Transvektionen. (Falls {\displaystyle n=2} ist, gibt es eine zweite Klasse von Transpositionen.)
- {\displaystyle G/Z(G)} ist eine projektive spezielle unitäre Gruppe {\displaystyle PSU_{n}(2)} mit {\displaystyle n\geq 5}, und {\displaystyle D} ist die Klasse der Transvektionen.
- {\displaystyle G/Z(G)} ist eine orthogonale Gruppe {\displaystyle O_{2n}^{\mu }(2)} mit {\displaystyle \mu =\pm 1} und {\displaystyle n\geq 4}, und {\displaystyle D} ist die Klasse der Transvektionen.
- {\displaystyle G/Z(G)} ist eine Untergruppe {\displaystyle PO_{n}^{\mu ,+}(3)} vom Index {\displaystyle 2} der projektiven orthogonalen Gruppe {\displaystyle PO_{n}^{\mu }(3)} mit {\displaystyle \mu =\pm 1} und {\displaystyle n\geq 5}, die durch die Klasse {\displaystyle D} der Spiegelungen an Vektoren der Norm {\displaystyle +1} erzeugt wird.
- {\displaystyle G/Z(G)} ist eine der drei Fischer-Gruppen {\displaystyle Fi_{22},Fi_{23},Fi_{24}}.
- {\displaystyle G/Z(G)} ist eine von zwei Gruppen {\displaystyle W(2)} oder {\displaystyle W(3)}, welche {\displaystyle O^{+}(8,2)} bzw. {\displaystyle O^{+,+}(8,3)} als Untergruppe vom Index {\displaystyle 3} enthalten.